# 월스턴관코박쥐
월스턴관코박쥐(Murina walstoni)는 애기박쥐과에 속하는 박쥐의 일종이다. 동남아시아의 메콩강 유역, 특히 베트남의 닥락 성과 캄보디아의 코콩 주와 라타나키리 주에서 발견된다. 반 사이 보호 숲의 캄보디아 북동부 지역에서 발견된다.

## 같이 보기
- 페테르스관코박쥐
- 스쿨리관코박쥐